# 六角國際象棋
六角國際象棋（Hexagonal chess）用來指一類使用六角國際象棋盤的國際象棋變體。其中最普遍的是1936年由波蘭人金斯基（Władysław Gliński）開創的「金斯基六角國際象棋」。

## 金斯基六角國際象棋

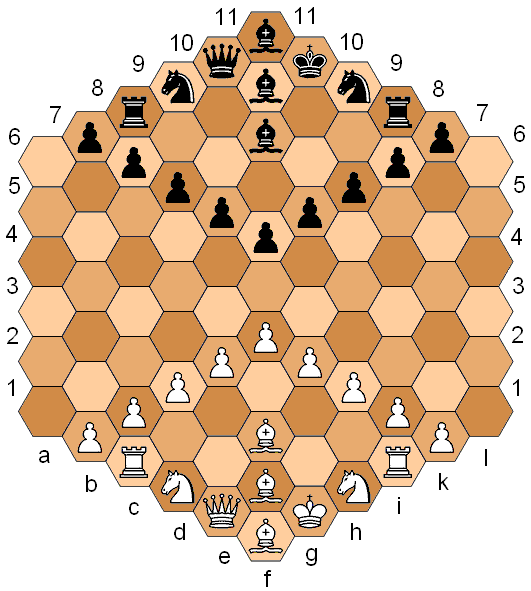
金斯基六角國際象棋棋子的初始位置

金斯基六角國際象棋（Gliński's hexagonal chess）是最流行的六角國際象棋。下棋的人數在過去曾經超過50萬人，棋盤的銷售量也超過了13萬美元。 在中欧，特別是金斯基的故鄉波蘭，該遊戲非常受歡迎。六角國際象棋盤上共有三種顏色（最淺，最深和灰色），處於中部位置的格子通常是灰色的。它在國際象棋標準棋子的基礎上增添了一枚主教和一枚兵。棋子的初始擺設如右圖所示。 棋盤共有11列， 用字母表示為a，b，c，...，k，l（沒有用到字母j）。1-6行有11格。 每一行至第f列時彎曲成120度。第7行（在初始擺設中排滿了黑兵）共有9個格子，第8行有7格，而到了第11行只有一格，f11。 
以下各圖標示了棋子的走法。馬（騎士）的走法如同國際象棋的馬，可以越過其他棋子。皇后的走法結合了主教和城堡。在三種不同顏色格子中的主教不可能相遇。王車易位在遊戲中不存在。  
|  |  |
|  |  |
|  |  |

兵的走法為向前方直行但沿垂直方向至毗臨的格子吃子（如上圖中紅點所示）。所有的兵都可以從起始的位置移動兩步。 如果兵從初始位置移動吃子，而吃子之後又佔據了另一枚兵的初始位置，它依舊可以前行兩步。 例如：在e4格中的兵可以吃f5格中的黑子，它也就多了移至f7的走法。吃過路兵也是可行的。在上圖中，c7格中的黑兵如果移到c5，在b5格中的白兵可以吃掉它（bxc6）。

## 麥考依六角國際象棋

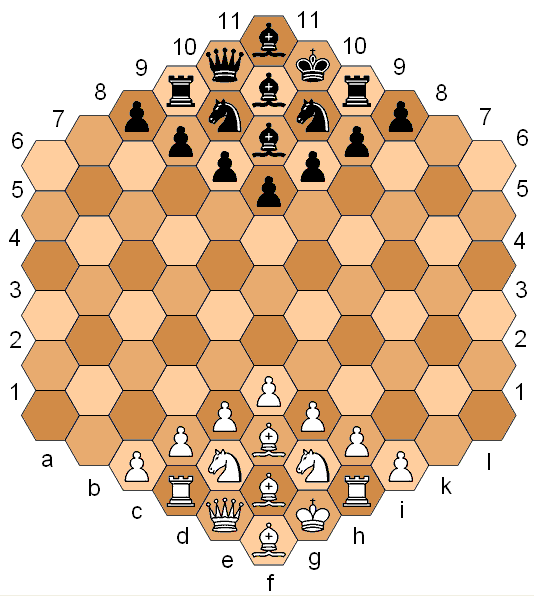
麥考依六角國際象棋棋子的初始位置

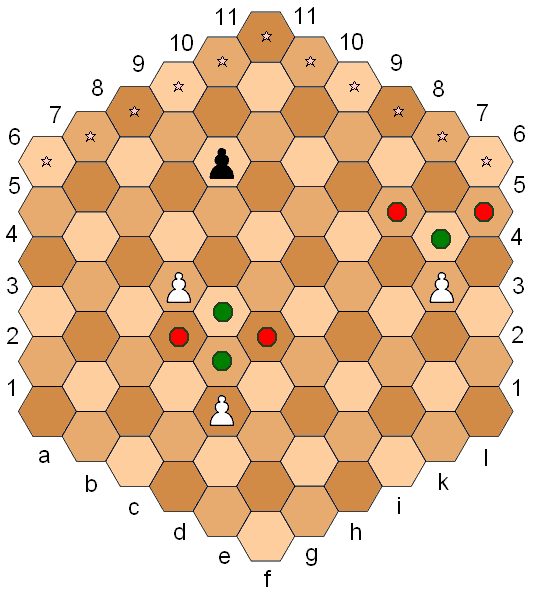
兵的走法

戴維·麥考依（Dave McCooey）和理查德·哈尼卡特（Richard Honeycutt）創造了六角國際象棋的另一種變體：麥考依六角國際象棋（McCooey's hexagonal chess）。 它和金斯基六角國際象棋非常類似，但有四個區別：棋子的初始擺放位置不同；兵的吃子方式不同；在第f列的兵不可以前行兩步；遇上無子可動的情況即和棋。兵的走法如左圖所示，吃子的移動方式和主教的移動方式相對應。
在殘局中：
- 王和雙騎士（馬）可以將死一枚單王。
- 王和城堡（車）勝過王和騎士（馬）。
- 王和城堡（車）勝過王和主教（象）。
- 除非在非常罕見的棋局下（0.17%），王和兩枚主教（象）不能將死一枚單王。
- 除非在非常罕見的棋局下（0.5%），王，騎士（馬）和主教（象）不能將死一枚單王。
- 王和后不能勝過王和城堡（車）。
- 王和城堡（車）不能將死一枚單王。

## 夏弗蘭六角國際象棋

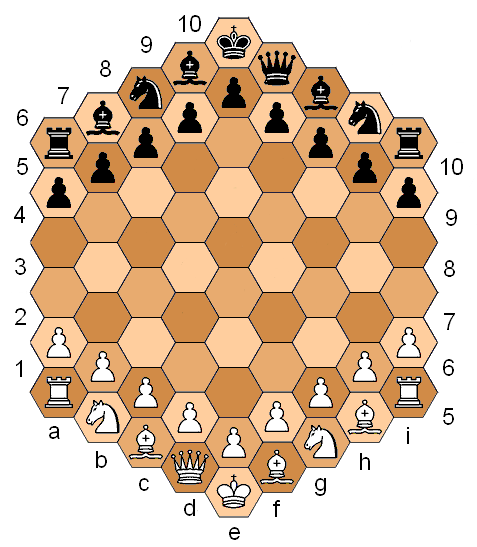
夏弗蘭六角國際象棋棋子的初始位置

夏弗蘭六角國際象棋（Shafran's hexagonal chess）為蘇聯地質學家艾薩克·夏弗蘭（Isaak Grigorevich Shafran）於1939年所創並於1956年註冊，它曾於1960年在萊比錫舉辦的世界象棋博覽會上展示。棋盤呈不規則的六邊形（9列和10行）。比起金斯基和麥考依六角國際象棋的91格，夏弗蘭六角國際象棋只有70格。國王的起始位置是 e1和e10，黑方城堡的起始位置是a6和i10，白方城堡的起始位置是a1和i5。i1格不存在。

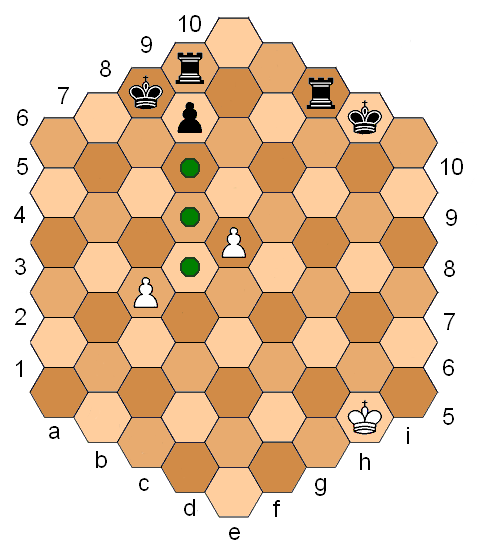
王車易位及吃過路兵

在左圖中，黑兵d8共有三種可能的走法，但沒有一種是安全的。經過1..d7，它能被白棋吃掉（2.exd7）； 經過1..d6，它還是可能被吃（2.exd7 e.p.或2.cxd7）；而經過1..d5，它也能被兩枚白兵以吃過路兵的方式吃掉。
在夏弗蘭六角國際象棋中，王車易位是可行的。國際象棋中對王車易位的規則和限制通常都適用，它既可以是長易位也可以是短易位或是兩者。
最後，在無子可動的情況下就是雙方和棋。

## 延伸閱讀
- Pritchard, D. B. . . Penguin Books Ltd. 1982: 90–97. ISBN 0-14-005682-3.

## 外部連結
- 金斯基六角國際象棋遊戲下載
- e2–e4 a bilingual comment on having three kinds of bishops
- Chess for three （页面存档备份，存于）, which summarily describes Wellisch' three-player chess and dozens of other three-player chess variants (triangular, hexagonal, quadrilateral, and others)
- Green Chess （页面存档备份，存于） is a free online chess portal where you can play the Gliński, McCooey, Shafran, Brusky and de Vasa variations in a turn by turn manner
- 91-cell hexagonal chessboard （页面存档备份，存于）—a printable diagram of a 91-cell hexagonal chessboard

Gliński variant
- Glinski's Hexagonal Chess（页面存档备份，存于） by Hans Bodlaender, The Chess Variant Pages
- RulesRussian page translated to English via Alta Vista （页面存档备份，存于）
- Scatha（页面存档备份，存于） a free GUI and engine for Mac OS which plays Gliński's hexagonal chess
- BoardGameGeek上的Hexagonal Chess (1936)
- Glinski's Hexagonal Chess （页面存档备份，存于） a simple program by Ed Friedlander (Java)

McCooey variant
- Hexagonal Chess （页面存档备份，存于） by Dave McCooey, The Chess Variant Pages
- McCooey's Hexagonal Chess （页面存档备份，存于） a simple program by Ed Friedlander (Java)

Shafran variant
- Hexagonal Chess by I G Shafran（页面存档备份，存于） by Ivan Derzhanski
- Shafran's Hexagonal Chess （页面存档备份，存于） a simple program by Ed Friedlander (Java)

Brusky variant
- Brusky's Hexagonal Chess （页面存档备份，存于） a simple program by Ed Friedlander (Java)